# Prutz
Prutz est une commune autrichienne du district de Landeck dans le Tyrol.